# Blainville-sur-l’Eau
Blainville-sur-l’Eau – miejscowość i gmina we Francji, w regionie Grand Est, w departamencie Meurthe i Mozela.
Według danych na rok 1990 gminę zamieszkiwały 3654 osoby, a gęstość zaludnienia wynosiła 311 osób/km² (wśród 2335 gmin Lotaryngii Blainville-sur-l’Eau plasuje się na 121. miejscu pod względem liczby ludności, natomiast pod względem powierzchni na miejscu 491.).